# اينكا غرينغز
اينكا غرينغز (بالألمانية: Inka Grings)‏ (31 أكتوبر 1978 بدوسلدورف في ألمانيا - ) هي مدربة كرة قدم ولاعبة كرة قدم ألمانية في مركز الهجوم، شاركت في الألعاب الأولمبية الصيفية 2000. وشاركت مع منتخب ألمانيا لكرة القدم للسيدات. أما مع النوادي، فقد لعبت مع شيكاغو رد ستارز و1. FC Köln (women) ‏ ودويسبورغ للسيدات وFC Zürich Frauen ‏.

## وصلات خارجية
- اينكا غرينغز على موقع الاتحاد الدولي (مؤرشف)  (الإنجليزية)
- اينكا غرينغز على موقع الاتحاد الأوربي (الإنجليزية)
- اينكا غرينغز على موقع قاعدة بيانات كرة القدم.إي يو (الإنجليزية)
- اينكا غرينغز على موقع Soccerway.com (الإنجليزية)
- اينكا غرينغز على موقع عالم كرة القدم.نت (الإنجليزية)
- اينكا غرينغز على موقع أوليمبيديا (الإنجليزية)